# Mexikansk goffersköldpadda
Mexikansk goffersköldpadda (Gopherus flavomarginatus) är en sköldpaddsart som beskrevs av  Fritz Legler 1959. Arten ingår i släktet Gopherus och familjen landsköldpaddor. IUCN kategoriserar den mexikanska goffersköldpaddan globalt som sårbar. Inga underarter finns listade i Catalogue of Life.

## Utbredning
Den mexikanska goffersköldpaddan lever i Mexiko, närmare bestämt i dalarna och på de låga kullarna i Bolsón de Mapimí, som ligger i sydöstra Chihuahua, sydvästra Coahuila och nordöstra Durango.